# Лодзиська (Мазовецьке воєводство)
Лодзиська (пол. Łodziska) — село в Польщі, у гміні Леліс Остроленцького повіту Мазовецького воєводства.
Населення — 198 осіб (2011).
У 1975-1998 роках село належало до Остроленцького воєводства.

## Демографія
Демографічна структура станом на 31 березня 2011 року:
|          | Загалом | Допрацездатний вік | Працездатний вік | Постпрацездатний вік |
| -------- | ------- | ------------------ | ---------------- | -------------------- |
| Чоловіки | 91      | 27                 | 55               | 9                    |
| Жінки    | 107     | 28                 | 56               | 23                   |
| Разом    | 198     | 55                 | 111              | 32                   |